# Montagnac-la-Crempse
Montagnac-la-Crempse település Franciaországban, Dordogne megyében. Lakosainak száma 391 fő (2022. január 1.). Montagnac-la-Crempse Villamblard, Beleymas, Campsegret, Douville, Saint-Martin-des-Combes és Eyraud-Crempse-Maurens községekkel határos.

## Népesség
A település népességének változása:
| Lakosok száma | 448  | 365  | 363  | 385  | 380  | 381  | 392  | 410  | 418  | 391  |
|               | 1968 | 1982 | 1990 | 2006 | 2013 | 2015 | 2017 | 2019 | 2020 | 2022 |